# Kamienice-Ślesice
Kamienice-Ślesice – kolonia w Polsce, w województwie mazowieckim, w powiecie przasnyskim, w gminie Krasne.  Leżą nad Pełtą.
Kolonia wchodzi w skład sołectwa Kraski-Ślesice.
Do 2023 miejscowość była częścią wsi Kraski-Ślesice.
Wierni Kościoła rzymskokatolickiego należą do parafii św. Mateusza w Zielonej.
Jest to rodowa miejscowość Ślesickich herbu Grzymała.
W latach 1975–1998 miejscowość administracyjnie należała do województwa ciechanowskiego.